# Szklarka czosnkowa
Szklarka czosnkowa (Oxychilus alliarius) – gatunek ślimaka trzonkoocznego z rodziny Oxychilidae, dawniej zaliczany do szklarkowatych (Zonitidae s. l.). Występuje w Europie, głównie zachodniej i północno-zachodniej, ale został też introdukowany do wielu rejonów świata.
Jest to mały ślimak z charakterystyczną dla szklarkowatych gładką i półprzezroczystą muszlą. Średnica muszli w przedziale od 5,5 do 7 mm, najczęściej żółtawa. Spotyka się również szklarki czosnkowe z muszlami w odcieniach brązu i bieli. Szaroniebieskie ciało ślimaka jest dobrze widoczne poprzez ścianki skorupki.
Szklarka czosnkowa po potarciu wydziela charakterystyczny czosnkowy zapach. Najprawdopodobniej odstrasza w ten sposób napastników.